# Молочная Гора (деревня)
Молочная Гора — ныне несуществующий населённый пункт в Кадомском районе Рязанской области. Ранее проживали татары. Располагалась примерно в 0,5 км на северо-запад от деревни Никиткино на берегу небольшой речки Чуриловка.

## История
Впервые деревня упоминается в 1678 году. По дореволюционному административному делению Молочная Гора относилась к Новосельской волости Темниковского уезда Тамбовской губернии. После революции входила в Новосельский сельский совет. В начале 1930-х годов здесь создан колхоз «Янга-Турмыш» («Новая жизнь»), в 1950-х присоединённый к колхозу «Ленинский путь». Деревня ликвидирована в 1973. 

## Население
Население в 1862 г. составляло 184 человека, преимущественно татары.

### Мечеть
В 1862 г. в деревне уже была мечеть. В кон. XIX в. к приходу мечети относилось также население соседних Караулова и Богданова (всего 429 чел.). Имамы из рода Енгулатовых.